# Le Merveilleux Éventail vivant
Le Merveilleux Éventail vivant er en fransk stumfilm fra 1904 af Georges Méliès.